# Dance with the Devil
Dance with the Devil – siódmy album studyjny holenderskiego zespołu Born from Pain.

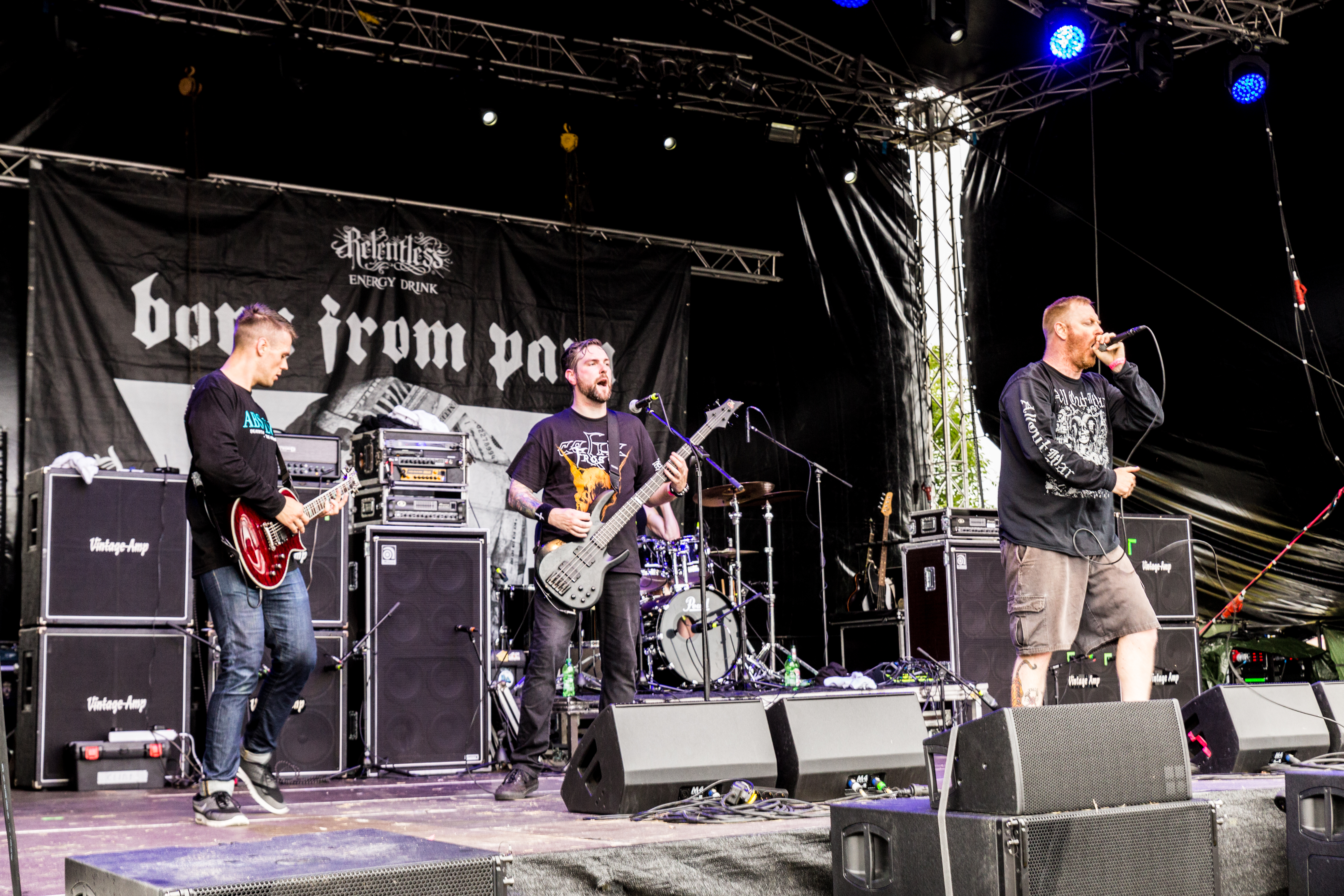
Born from Pain podczas występu na festiwalu Metal Frenzy Open Air 2017. W tle sceny oprawa graficzna płyty Dance with the Devil

## Lista utworów
1. "As Above, So Below" – 2:00
2. "Cause & Effect" – 2:13
3. "Eye In The Sky" – 1:21
4. "Truth of the Streets" – 3:11
5. "Chokehold" – 3:15
6. "Lone Wolf" – 2:13
7. "Dance with the Devil" – 3:10
8. "Roots" – 3:28
9. "Bleed The Poison" – 2:30
10. "Stand Free" – 3:09
11. "Nomad" – 2:34
12. utwór ukryty – 2:09

## Twórcy
Skład zespołu
- Rob Franssen – śpiew
- Dominik Stammen – gitara elektryczna
- Servé Olieslagers – gitara elektryczna
- Pete Görlitz – gitara basowa
- Max van Winkelhof – perkusja

Udział innych
- Marcel Ströter – oprawa graficzna
- Tommie Bonajo – produkcja muzyczna, inżynier dźwięku, miksowanie, mastering
- Matthi (Nasty) – gościnne śpiew w utworze "Truth of the Streets"
- Scott Vogel (Terror) – gościnne śpiew w utworze "Bleed The Poison"
- Def P (Osdorp Posse)[26] – gościnne śpiew w utworze "Stand Free"
- Aleks (Last Hope), Lalo (Take Em Out), Riz Farooqi (King Ly Chee) – gościnne śpiew w utworze "Nomad"

## Opis
- Album został wydany 28 listopada 2014 nakładem Beatdown Hardwear Records (BDHW).
- Już w kwietniu 2014 BFP koncertował po Niemczech na trasie Dance with the Devil-Tour wraz z zespołami First Blood, Desolated, No Second Thought[27]. W listopadzie 2014 upubliczniono wideo z tekstem do utworu "Cause & Effect"[28]. Płytę promował teledysk do utworu "Dance with the Devil" (2015, reż. Inti Carboni)[29][30].
- Utwór "As Above, So Below" stanowi intro albumu[31]. Lirycznie przekonuje, człowiek jest niczym bóg, a bóg jest jak człowiek[31]. Nie ma adorowania jakiejkolwiek postaci, a człowiek sam może określać swój los, o ile tylko chce[31]. Na albumie zostały użyte fragmenty wypowiedzi zaczerpnięte z filmu pt. V jak vendetta (2005); w utworze "As Above, So Below" pojawił się cytat Good evening London[32][13].
- Utwór "Cause & Effect" w swoim tekście traktuje o sile i wpływie pieniądza, który powoduje wiele krzywd na świecie[31].
- Utwór "Eye In The Sky" dotyczy kwestii opanowania finansów w państwie przez określoną grupę, która w związku z tym ma wpływ na politykę i cały kraj[31].
- Utwór "Truth of the Streets" przekonuje, że prawda leży na ulicach, opisując widoczną tam biedę, bezrobocie, zawiedzione nadzieje[31].
- Utwór "Chokehold" dotyczy utraconej miłości przez autora tekstów grupy, Roba Franssena[32][31]. Stworzył on po raz pierwszy tekst dla zespołu, dotyczący tej sfery życia[31].
- Utwór "Lone Wolf" dotyczy również osobistych spraw autora[31]. Według niego traktuje o działaniach i uczuciach[31].
- Utwór "Dance with the Devil" oznacza w swoim tytule taniec z diabłem[31]. Odnosi się do pokuszenia w najszerszym sensie[31]. Konkretnie dotyczy np. narkotyków, fałszywej miłości, chciwości, błędnego zaufania do tych, którzy chcą rzekomo dobrze dla ludzi[31]. Jedynym rozwiązaniem jest nie dopuścić do oddania się i sprzedania swojej duszy[31].
- Słowa utworu "Roots" Rob Franssen napisał dla swojego ojca, z którym nie miał długo odpowiedniego porozumienia[31]. Tekst mówi o tym, że z biegiem lat odkrywa się w samym sobie własnego rodzica i są to tytułowe korzenie[31].
- Utwór "Bleed The Poison" mówi o konieczności wykrwawienia z siebie negatywnych treści i tego co nas powstrzymuje, o potrzebie rozwoju i odkrycia siebie na nowo, ciągłej obserwacji siebie i dokonywaniu zmian, zarówno pod względem duchowym jak i fizycznym[31]. Gościnnie w utworze udzielił się wokalnie Scott Vogel, który koniecznie chciał tego dokonać[31].
- Utwór "Stand Free" jest tekstowo wyrazem krytyki wobec struktur społecznych, w których przyszło nam żyć[31]. Są to rytuał pracy od 9 do 17, narzucone moralność, standardy, ideały[31]. Liryki nawołują do tytułowego stanięcia wolnym, odmowy życia na kolanach[31]. W piosence udzielił się jeden z najbardziej znanych holenderskich raperów, Def P[31].
- Utwór "Nomad" tekstowo przedstawia relację autora, Roba Franssena, do jego największej miłości w życiu czyli do hardcore'u[31]. On sam zauważa w tym niesamowite pokochanie oraz tak samo mocne pokłócenie[31]. Jak sam przyznaje, czasami kocha i nienawidzi jednocześnie sceny hardcore[31]. Tworząc tekst patrzył na nią z perspektywy 26 lat swojego życia przebywania na niej[31]. Przez ten czas nie przebywał specjalnie często w domu i z tego powodu określił siebie mianem tytułowego nomada[31].
- Pod koniec grudnia 2014 zespół promował album na trasie koncertowej w Niemczech z zespołami Final Prayer i City To City[32].